# Pierre Masuyer
Pierre Masuyer, originaire d'Auvergne et mort en 1391, est un prélat français du XIVe siècle.

## Biographie
Masuyer est grand-chantre de l'église de Girone, ensuite archidiacre d'Anvers et chanoine et thélogal de  Cambrai. Il est l'auteur de plusieurs traités sur le droit civil et canonique. Grégoire XI fut son disciple. Il est évêque d'Arras de 1372 à 1391. Un canon de l'évêque de 1375 dénonce les gens mariés qui abandonnent leur conjoint pour vivre publiquement avec un autre.